# Нікі Клещенко
Нікі Клещенко (рум. Nicky Cleșcenco, нар. 23 липня 2001, Дублін) — молдовський футболіст, нападник клубу «Петрокуб».
Виступав, зокрема, за клуби «Уніан Лейрія» та «Сьйон-2», а також національну збірну Молдови.

## Клубна кар'єра
Народився 23 липня 2001 року в місті Дублін. Вихованець юнацьких команд футбольних клубів «Уніан Лейрія» та «Сьйон».
У дорослому футболі дебютував 2019 року виступами за команду «Уніан Лейрія», в якій провів один сезон, взявши участь у 6 матчах чемпіонату. 
Своєю грою за цю команду привернув увагу представників тренерського штабу клубу «Сьйон-2», до складу якого приєднався 2020 року. Відіграв за дублерів сьйонського клубу наступні два сезони своєї ігрової кар'єри.
До складу клубу «Петрокуб» приєднався 2022 року. Станом на 27 вересня 2023 року відіграв за клуб з Хинчешти 8 матчів у національному чемпіонаті.

## Виступи за збірні
Протягом 2019–2020 років залучався до складу молодіжної збірної Молдови. На молодіжному рівні зіграв у 6 офіційних матчах.
У 2021 році дебютував в офіційних матчах у складі національної збірної Молдови.
| Дата       | Місто     | Господарі         | Результат | Гості       | Турнір            | Голи | Примітки |
| ---------- | --------- | ----------------- | --------- | ----------- | ----------------- | ---- | -------- |
| 3-6-2021   | Падерборн | Туреччина         | 2 – 0     | Молдова     | товариський матч  | -    | 87'      |
| 4-9-2021   | Глазго    | Шотландія         | 1 – 0     | Молдова     | Відбір до ЧС 2022 | -    | 90+4'    |
| 7-9-2021   | Торсгавн  | Фарерські острови | 2 – 1     | Молдова     | Відбір до ЧС 2022 | -    | 80'      |
| 16-11-2022 | Кишинів   | Молдова           | 1 – 2     | Азербайджан | товариський матч  | -    | 84'      |
| Усього     |           | Матчів            | 4         |             | Голів             | 0    |          |